# Heaven's Kitchen (BONNIE PINKのアルバム)
『Heaven's Kitchen』（ヘヴンズ キッチン）は、日本の歌手BONNIE PINKの2枚目のアルバムである。1997年5月16日発売。（再発売のHQCD盤、LP盤は2016年9月7日、再販売LP盤は2022年11月3日。）発売元はポニーキャニオン。CDコードはPCCA-01083。（HQCD盤PCCA-50251、LP盤PCJA-00061、再販LP盤PCJA-00107）

## 概要
- アルバム『Blue Jam』より1年8ヶ月ぶりのオリジナル・アルバム。シングル「Do You Crash?」に続き、トーレ・ヨハンソンをプロデューサーに迎え製作された。また、アルバムとしては初めてスウェーデンでレコーディングされた。
- 初回限定盤はブックレット写真集付きプラ・スリーブケース仕様。
- 本アルバムの発売にあたって、シングル「Heaven's Kitchen」が先行シングルとしてリリースされた。
- 2016年にデビュー20周年を記念してリマスターされ、再発売された。

## 収録曲
- 全曲、作詞・作曲：Bonnie Pink、編曲：Tore Johansson

1. Heaven's Kitchen （3:52）
  - 4thシングル。味の素マヨネーズ「ピュアセレクト」CMソング
 松竹配給映画『落下する夕方』挿入歌
2. ほほえみの糧 （4:37）
3. It's gonna rain! （4:35）
  - 5thシングル。CX系アニメ『るろうに剣心 -明治剣客浪漫譚-』5代目エンディングテーマ
 松竹配給映画『落下する夕方』挿入歌
4. Do You Crash? （5:00）
  - 3rdシングル。
5. Silence （3:29）
6. Mad Afternoon （4:00）
7. Lie Lie Lie （4:00）
  - 東映配給映画『Lie lie Lie』主題歌。
8. Melody （3:50）
9. Pendulum （3:00）
10. Get In My Hair （4:08）
11. Farewell Alcohol River （3:38）
12. No One Like You （5:13）